# パラッツァーゴ
パラッツァーゴ（伊: Palazzago  ( 音声ファイル)）は、イタリア共和国ロンバルディア州ベルガモ県にある、人口約4,500人の基礎自治体（コムーネ）。

## 地理

### 位置・広がり
ベルガモ県西部、ヴァッレ・イマーニャのコムーネ。県都ベルガモから西北西へ12km、州都ミラノから北東へ42kmの距離にある。

#### 隣接コムーネ
隣接するコムーネは以下の通り。
- アルメンノ・サン・バルトロメーオ
- アンビーヴェレ
- バルザーナ
- カプリーノ・ベルガマスコ
- マペッロ
- ポンティーダ
- ロンコラ

### 地震分類
イタリアの地震リスク階級 (it) では、3 に分類される
。

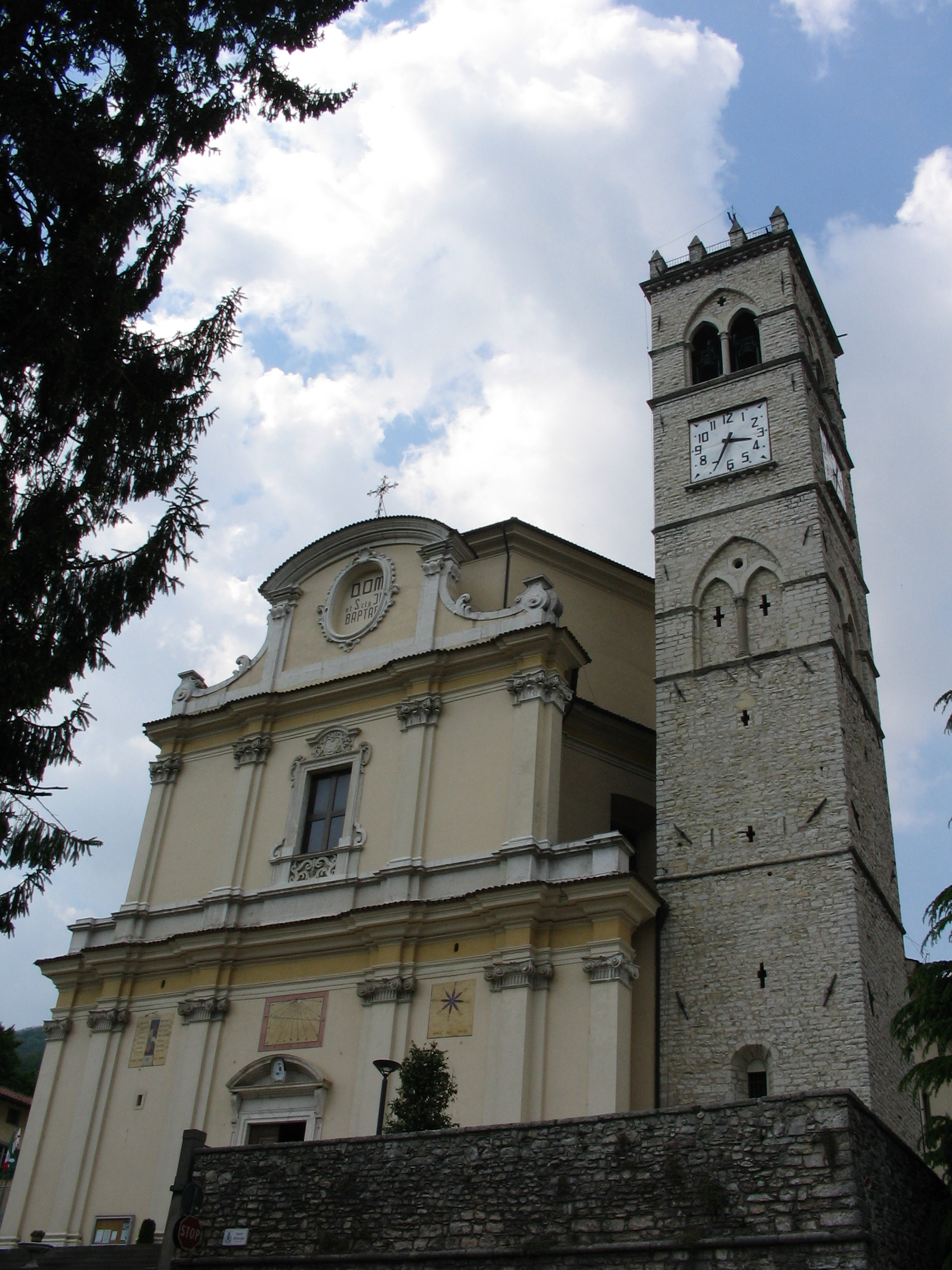
La parrocchiale
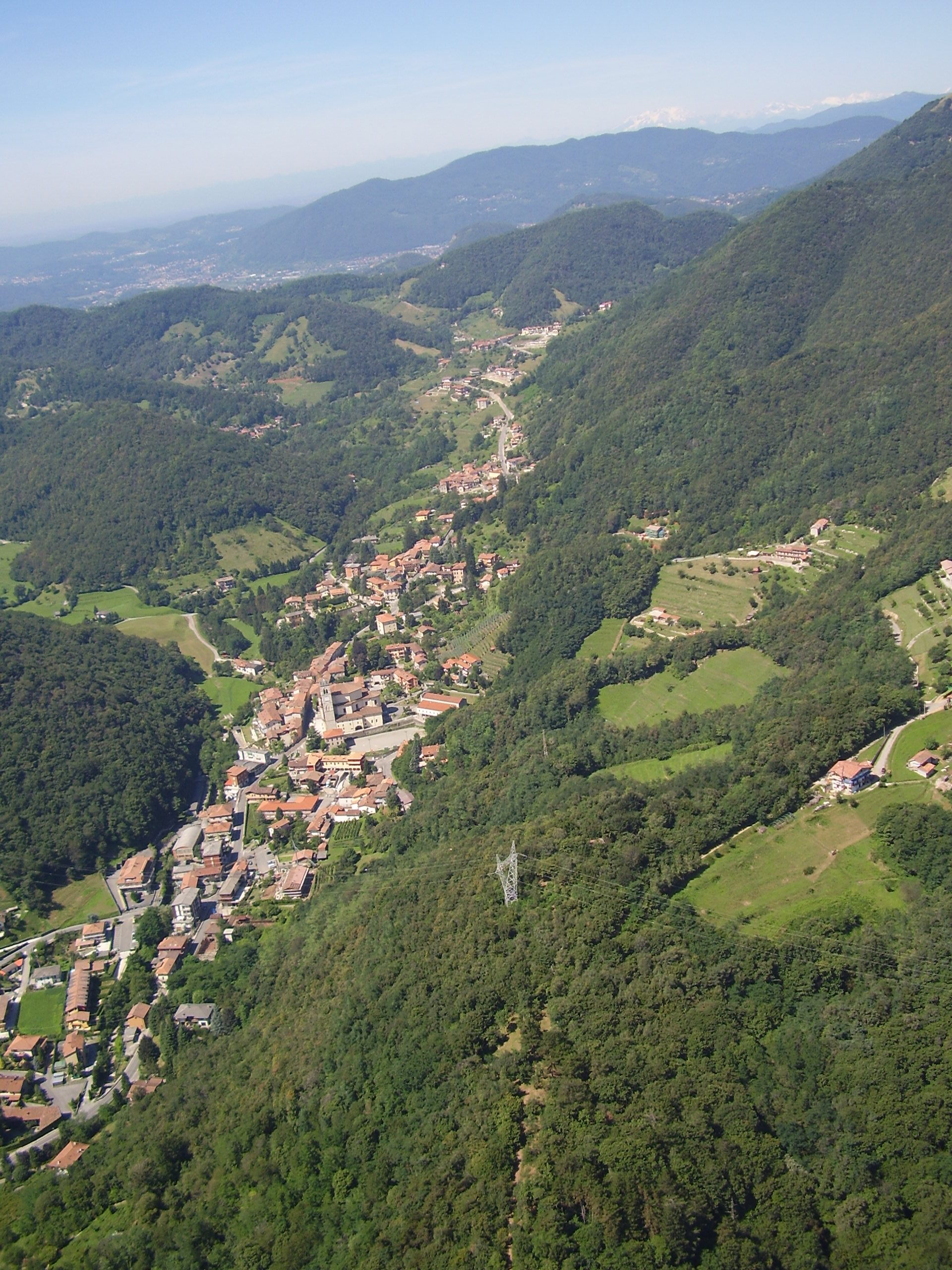

## 行政

### 山岳部共同体
広域行政組織である山岳部共同体「ヴァッレ・イマーニャ山岳部共同体」  (it:Comunità montana Valle Imagna)  （事務所所在地：サントモボーノ・テルメ）を構成するコムーネである。

### 分離集落
パラッツァーゴには、以下の分離集落（フラツィオーネ）がある。
- Collepedrino, Burligo, Acqua, Pratomarone, Precornelli, Dusnale, Cà Quarengo, Al Borghetto, Verzella, Brocchione, Longoni, Montebello, Salvano, Secchia, Beita, San Sosimo, Gromlongo